# Glorieta de Juanita Reina (Sevilla)

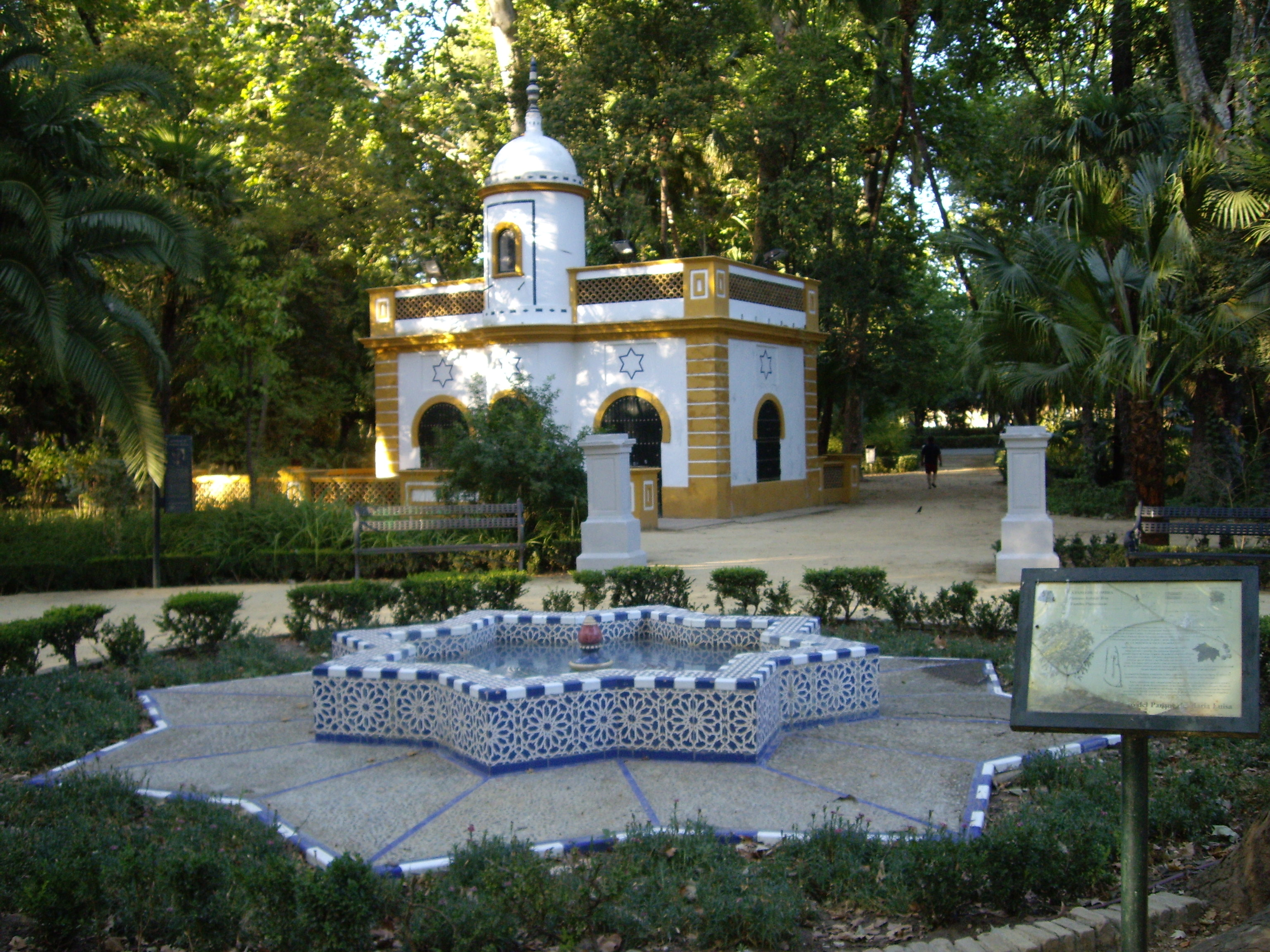
Glorieta de Juanita Reina, en el Parque de María Luisa de Sevilla, en España

La Glorieta de Juanita Reina, ubicada en el Parque de María Luisa de Sevilla, es un amplio espacio rodeado de muy dispar vegetación, con una fuente que tiene forma de estrella de ocho puntas, con detalles arabescos. Cerca existe una edificación que más bien parece traída de algún rincón de un país árabe, en el presente está totalmente cerrado aunque muy bien conservado. Esta edificación fue en su día un quiosco de bebidas y posteriormente sede de la Guardería Jurada del Parque, un cuerpo de vigilantes que desapareció en la década de 1980.
Está situada cerca de la Isleta de los Patos.
El Ayuntamiento de Sevilla inauguró la glorieta el 10 de octubre de 1994, cinco años antes del fallecimiento de Juanita Reina.